# Geo-visualisatie
Geo-visualisatie of volledig geografische visualisatie is de visualisatie van digitale gegevens met een ruimtelijke component, de geo-informatie. Geo-visualisatie is in zwang geraakt sinds kaarten steeds vaker digitaal worden opgeleverd middels een GIS, om expliciet aan te geven dat het om digitale cartografie gaat. Geo-visualisatie is een breder begrip dan beeldschermcartografie.
Hieronder wordt ingegaan op hoe goede geo-visualisatie volgens de huidige, algemene aanvaarde normen (zie literatuur) wordt gedefinieerd en hoe deze eenvoudig kan worden afgeleid en begrepen. Het gebeurt aan de hand van steeds dezelfde voorbeelden, namelijk het aantal inwoners per vierkante mijl per staat in de Verenigde Staten. Met het tweede voorbeeld, over het aantal doden op snelwegen in de VS, worden andere aspecten toegelicht, zoals de noodzaak van normalisatie en het juiste aggregatieniveau. Dit tweede voorbeeld toont ook aan wat de rol van geo-visualisatie kan zijn voor onderzoek en beleid.
Bij verkeerd gebruik van een GIS kunnen onbewust gemakkelijker 'foute' dan 'goede' kaarten ontstaan, zoals hieronder blijkt. Sinds cartografie niet meer alleen het wetenschappelijke, 'eigenzinnige' domein is van de cartograaf, doordat GIS en geo-informatie voor elke onderzoeker en beleidsmaker beschikbaar is, is het noodzaak zich regels en gebruiken van het onderdeel geo-visualisatie binnen de cartografie te definiëren die het zich eigen maakt.

## Goede geo-visualisatie

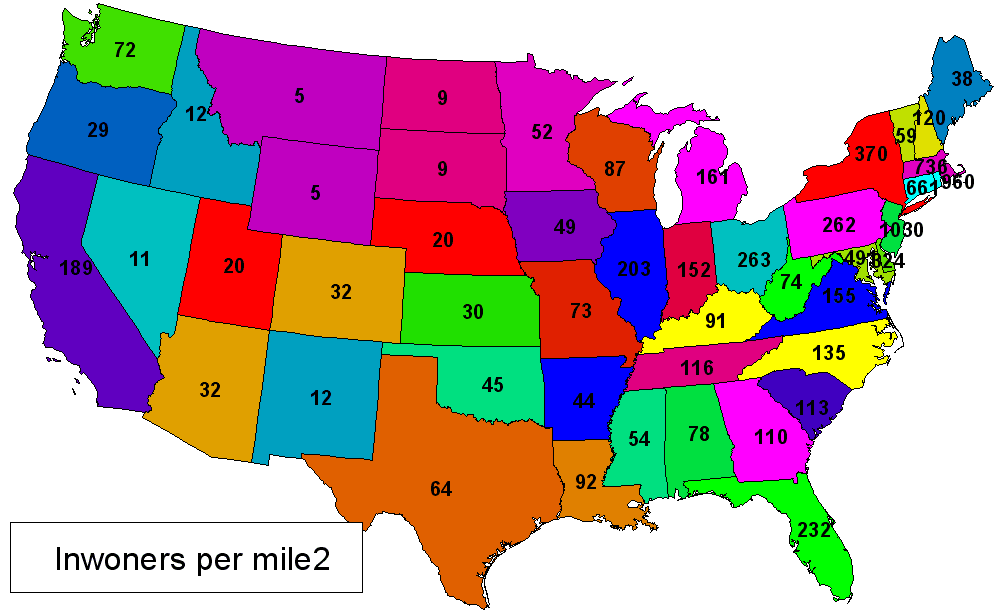
Kaart 1. Een zogenaamde 'leeskaart'. De informatie klopt. De kleuren zijn door hun rangorde (beter: wanorde) een afleidende factor. Er is géén spreiding waar te nemen, omdat de lezer de individuele waarden niet kan onthouden. Het is daarmee een beperkte en volgens Bertin ook slechte kaart. De kleuren weglaten was beter geweest.

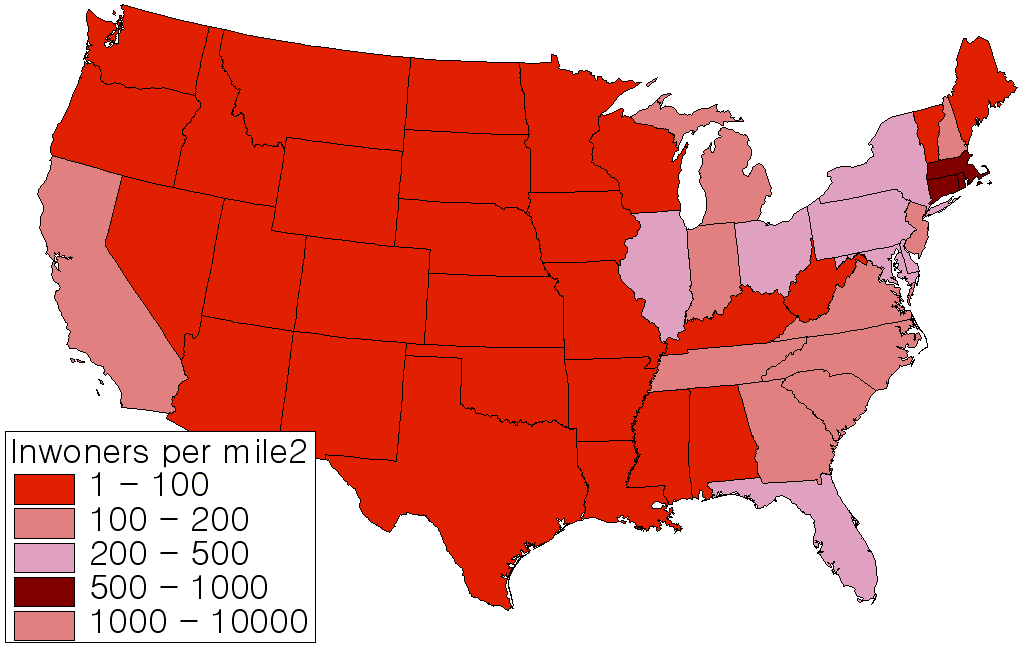
Kaart 2. De informatie klopt, echter, de visuele rangorde in de legenda stemt niet overeen met rangorde (er is geen orde). De lezer neemt een spreiding weer, echter, dit is de spreiding van de kleuren, niet die van het kenmerk. Het is daarmee een zeer foute kaart, dus erger dan de kaart 1.

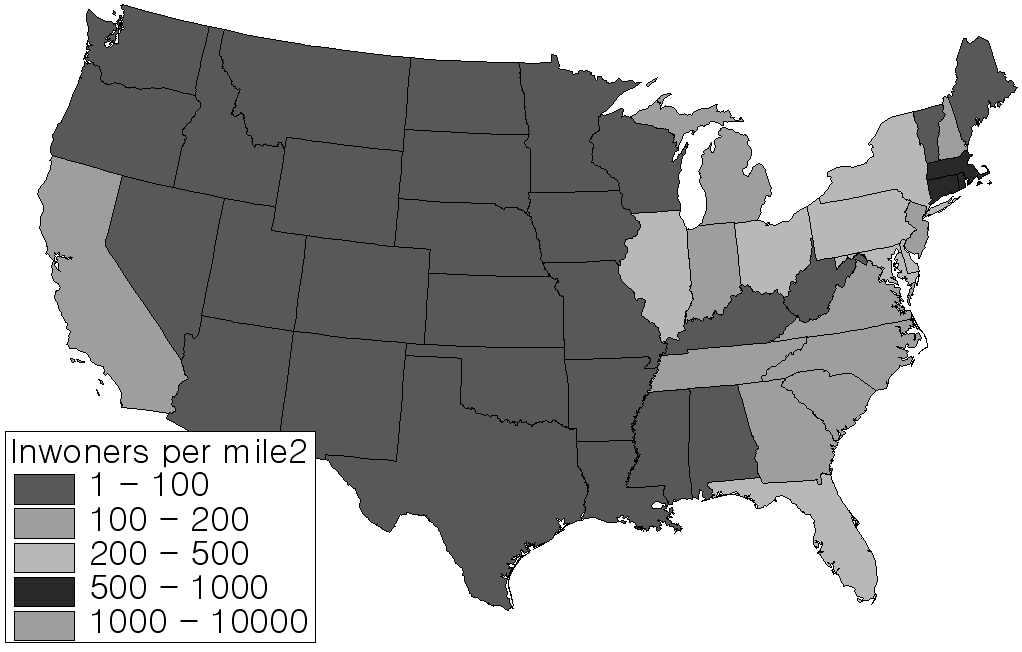
Kaart 3. Exact dezelfde kaart als kaart 2. Echter, de kaart is zwart wit afgedrukt. Het is een even foute kaart. Het geeft echter wel duidelijk weer waarom de kaart bij 2 fout is. Het oog ontleent de spreiding aan de 'in de kleur verstopte' grijstint.

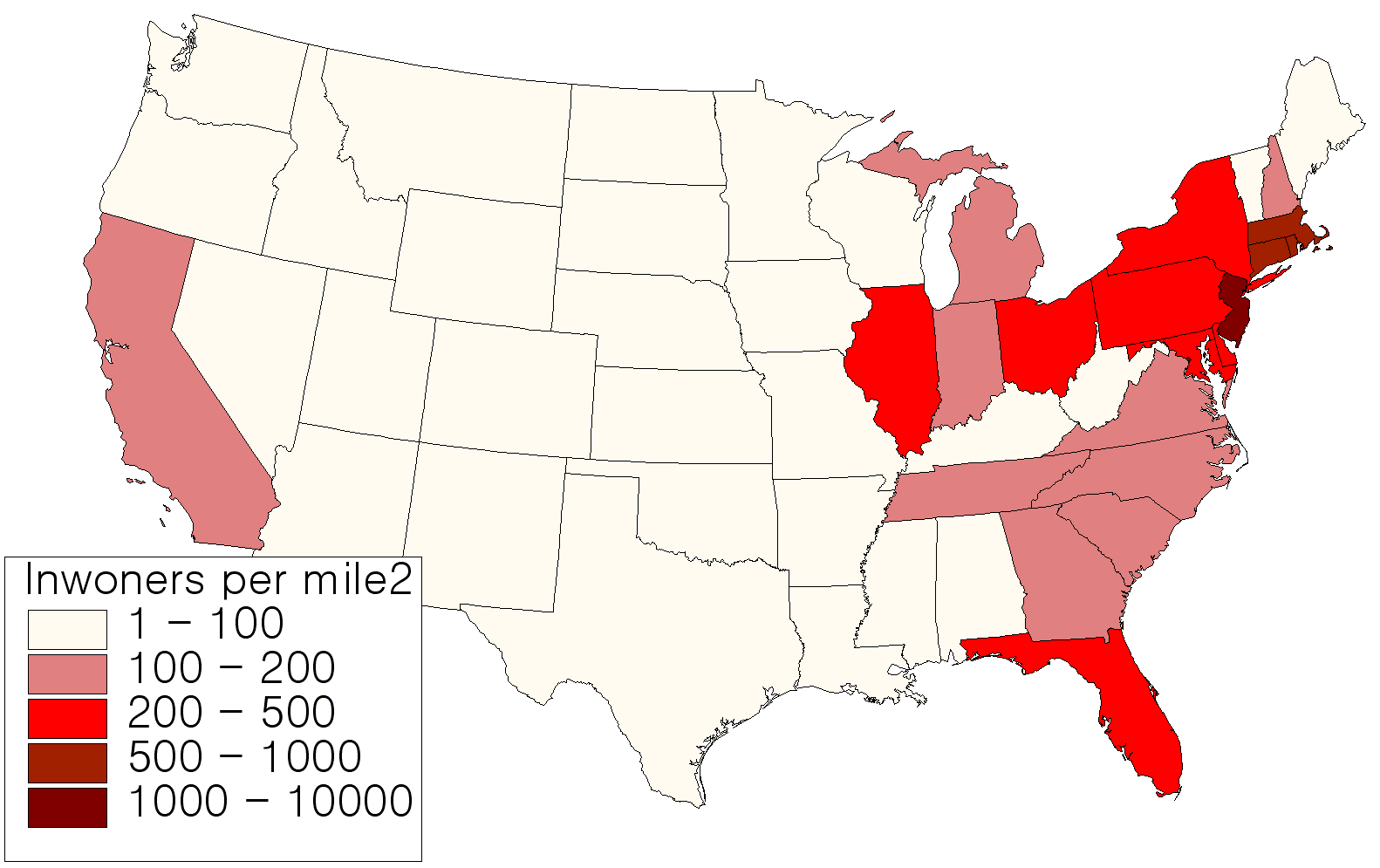
Kaart 4. Een kaart 'om te zien'. De spreiding is nu zichtbaar, en juist. De kaart geeft twee soorten antwoorden: 1) de klasse 'inwoners per mi2' per staat is afleesbaar; 2) de spreiding is waar te nemen (=zien). Deze spreiding is niet waar te nemen in bovenstaande voorbeelden. Indien het doel van de kaart er aanleiding toe zou geven, zou er wellicht één kleine verbetering te maken zijn; het label plaatsen zoals in kaart 1. Bij het toevoegen van nog meer opties aan een kaart moet echter altijd de vraag gesteld worden of dit het beantwoorden van 'vraag 2' niet vertroebelt.

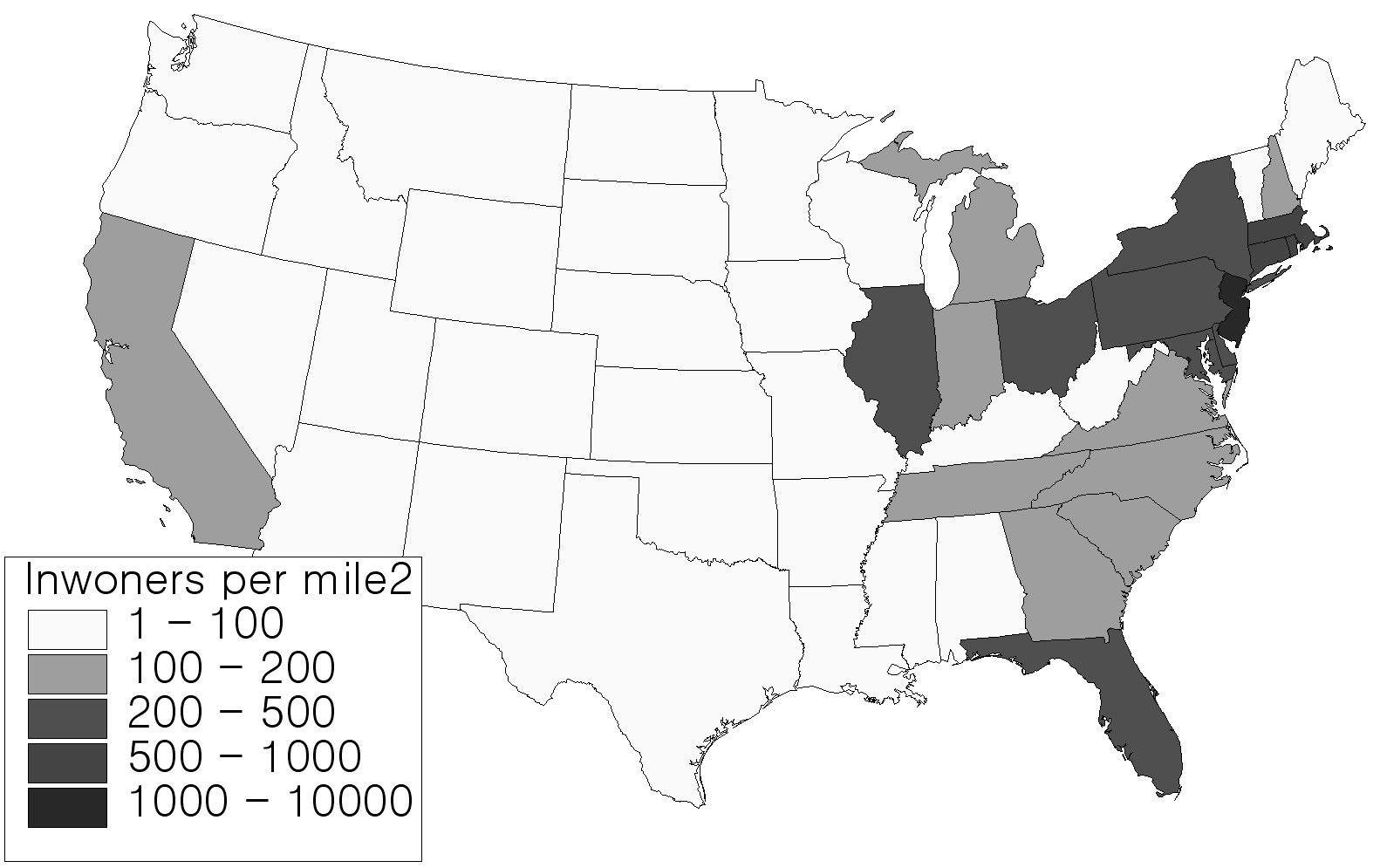
Kaart 5. Exact dezelfde kaart als kaart 4, nu zwart wit. Duidelijk is dat het oog dezelfde visuele rangorde waarneemt bij deze kaart als bij de kleurenvariant. Ook hier neemt hij dus de juiste beslissingen, omdat deze visuele rangorde nu wel overeenkomt met de rangorde van het kenmerk.

Jacques Bertin wordt door vele cartografen nu nog steeds gezien als dé persoon die systematisch en wetenschappelijk de (on)mogelijkheden van visualisatie binnen de cartografie heeft beschreven. Hij noemt onder andere de volgende algemeen gangbare en inmiddels geaccepteerde normen voor wat een goede kaart is:

### De twee kerntaken van een kaart
Een kaart dient twee vragen te kunnen beantwoorden:
| vraag                                                | voorbeeld                                                  |
| ---------------------------------------------------- | ---------------------------------------------------------- |
| 1) welk kenmerk speelt er op die plek?               | wat is de bevolkingsdichtheid in de staat Utah?            |
| 2) hoe is de geografische spreiding van dat kenmerk? | waar liggen de staten met de laagste bevolkingsdichtheden? |

Door het analyseren van deze vragen is af te leiden:
- hoe de visuele rangorde moet worden bepaald;
- wat het maximale aantal klassen mag zijn;
- het nut van kaarten met verschillende thema's;
- hoe de legenda, titel en kaart samen een eenheid moeten zijn, opdat een goede, snel te lezen kaart voorhanden is, zie Kaartvervaardiging

De eerste twee punten worden in de paragrafen hieronder nader toegelicht.

### 'Leeskaarten' en 'kaarten om te zien'
Een lezer moet volgens Bertin beide vragen leren stellen aan een kaart. Gaan beide vragen hem snel af, dan is het een goede kaart. De cartograaf dient, rekening houdend met zijn doelgroep, namens hem diezelfde vragen te stellen om tot een goede kaart te komen.
Soms gaat alleen vraag 1) goed af, zie figuur 1. In dat geval is de kaart een 'leeskaart' in de bewoordingen van Bertin. Bij élke plek kan gelezen worden hoeveel inwoners er zijn, of wanneer in die provincie de eerste school is opgericht. Deze kaarten zijn hooguit goed genoeg voor iemand die (alléén) op die ene plek moet zijn. Deze kaarten geven alléén een meerwaarde boven teksten of tabellen, indien iemand een route weet, de topografie goed kent, en snel slechts één of enkele waarden wil weten.
Maar enig overzicht is er niet bij dergelijke kaarten. De lezer merkt dat wanneer hij iets over de spreiding van het fenomeen wil leren, dat hij:
- veel tijd kwijt is, óf − erger − hij
- een verkeerde inschatting van het fenomeen krijgt.

Is de lezer veel tijd kwijt (bv: kaart 1) dan is waarschijnlijk de rangorde van het fenomeen (bijvoorbeeld bevolkingsdichtheid) vertaald naar een visuele niet-rangorde van de legendaeenheden (zomaar wat kleuren of grijswaarden zonder rangorde).
De lezer krijgt een verkeerde inschatting wanneer de rangorde van het fenomeen ongelijk is aan de visuele rangorde (kaart 2 en 3). De grijswaarden (van de kleuren) lopen niet gelijk op met de waarden van de klassemiddens. De lezer onthoudt een verkeerde spreiding. Hij is mentaal niet in staat om dit beeld te corrigeren.
Via hedendaagse GIS-software is momenteel alles mogelijk. Gelukkig begeleiden wizard en keuzeopties de GIS-ser vaak naar de juiste oplossing: hoe hoger de waarden, hoe hoger de grijswaarde (van de kleur). Echter, de GIS-ser kan dit tenietdoen. Of door onkundig gebruik van de applicatie of te weinig cartografische kennis toch tot andere uitkomsten komen. Er worden dan verkeerde (beleids-)beslissingen genomen. Het kan zijn dat in dergelijke gevallen door de maker of opdrachtgever van de kaart gesteld wordt dat de legenda juist. Bijvoorbeeld omdat de lezer van de kaart uiteindelijk toch echt de juiste waarden uit de kaart kan halen. Getalsmatig heeft hij gelijk. Echter, de kaart is slechts 'leesbaar'. Omdat de spreiding niet juist zichtbaar is, 'ziet' niemand de echte spreiding. De visuele spreiding is ongelijk aan de spreiding van het fenomeen/kenmerk. Zo'n kaart blijft dus fout.
Gaat ook vraag 2) goed, dat spreekt Bertin van een kaart 'om te zien'. De kaart geeft dan de spreiding van het fenomeen goed weer. De vertaling van de rangorde van het fenomeen naar de visuele rangorde is goed gegaan. Deze kaarten zijn nodig voor elke onderzoeker, elke beslisser. Conclusies trekken zal nu wél gaan, én snel. Kaarten 4 en 5 zijn hier juiste voorbeelden van.
Er zijn over deze twee voorbeelden nog maar weinig opmerkingen te maken. Wellicht zou het onderscheid tussen de 3e en 4e klasse groter moeten zijn. Alaska ontbreekt. Een juiste titel en een noordpijl zouden kunnen worden toegevoegd.

### Het maximum aantal te gebruiken klassen
Bij visualisatie is al vastgesteld dat het aantal visuele klassen gelijk of kleiner dient te zijn dat de ingewonnen aantal klassen. Aan de kant van de lezer zit er ook een beperking. Hieronder wordt het maximum aantal door de oog-brein-combinatie te onderscheiden klassen weer gegeven, afhankelijk van of het verschijnsel door punten (bijvoorbeeld soorten steden), lijnen (bijvoorbeeld soorten transportstromen) of door vlakken (bijvoorbeeld soorten grondgebruik) wordt beschreven:
|             | punten | lijnen | vlakken |
| ----------- | ------ | ------ | ------- |
| grootte     | 4      | 4      | 5       |
| grijswaarde | 3      | 4      | 5       |
| grein       | 2      | 4      | 5       |
| kleur       | 7      | 7      | 8       |
| richting    | 4      | 2      | 2       |
| vorm        | -      | -      | -       |

Bovenstaande getallen zijn maxima, en richtlijnen. Dat wil zeggen dat bij polythematische kaarten, per thema, deze aantallen minimaal gehalveerd dienen te worden. Verder is grein niet meer gebruikelijk. Gezien de eenvoud waarmee aantrekkelijke tegenwoordig kaarten in kleur kunnen worden gemaakt, en de visuele eigenschappen van de oog-brein combinatie, die bij kleuren duidelijk beter onderscheid in klassen kan maken, verdient het sterk de voorkeur om altijd te kiezen voor onderscheid in kleuren, ook wanneer het aantal klassen lager is. Vorm wordt afgeraden: een kruis voor een middenklasse camping, en een vierkantje voor een 5-sterren-camping bijvoorbeeld levert immers geen enkele positieve bijdrage aan het antwoord op 'vraag 2 van Bertin'. De grootte of kleur (van een kruis) wel.

### De functie van kleur bij thematische kaarten
Kleur kan op twee manieren worden ingezet om klassen aan te duiden:
- via de kleurtint. Bijvoorbeeld: van rood naar oranje naar geel geeft een afnemende drukte van wegintensiteit.
- via de verzadiging. Bijvoorbeeld: van donkerrood naar lichtrood en zelfs naar wit geeft een afnemende bevolkingsdichtheid. Verzadiging is de mate van verontreiniging van een kleur met grijs dat dezelfde grijswaarde heeft als die kleur. De verzadiging geeft de relatieve zuiverheid aan.

In het tweede geval, wanneer gevarieerd wordt in de verzadiging van één kleur, kiest normaliter de cartograaf voor een logisch, bij het kenmerk horende kleur. Voor waterdiepte of ijsdikte zou dat blauw kunnen zijn, voor bevolkingsdichtheid rood. Wanneer het eindresultaat van die kleurenkaart in zwart-wit zou worden omgezet, zal visueel (in het brein van de lezer) géén enkel verschil worden opgemerkt met de kleurenkaart. De verspreiding/clustering van het kenmerk over de kaart is even goed te zien. Het brein zag dus niet de kleur, maar de verzadiging. De kleur wordt 'slechts' gebruikt om de kaart aantrekkelijker te maken. Bij een thematische kaart waarin de diepte van de zee (hoe dieper hoe donkerblauwer) wordt weergegeven is door het logische gebruik van de kleur blauw niet nodig dat de lezer steeds naar de legenda kijkt. En daarom is het ook niet altijd noodzakelijk een (complete) legenda met alle kleuren/symbolen te weergeven. Is een conventie of kleurkeuze onder de doelgroep van de kaart zeer waarschijnlijk al bekend, dan hoeft dat niet vermeld te worden.

## De noodzaak van het normaliseren, juiste objectkeuze en aggregatieniveaus

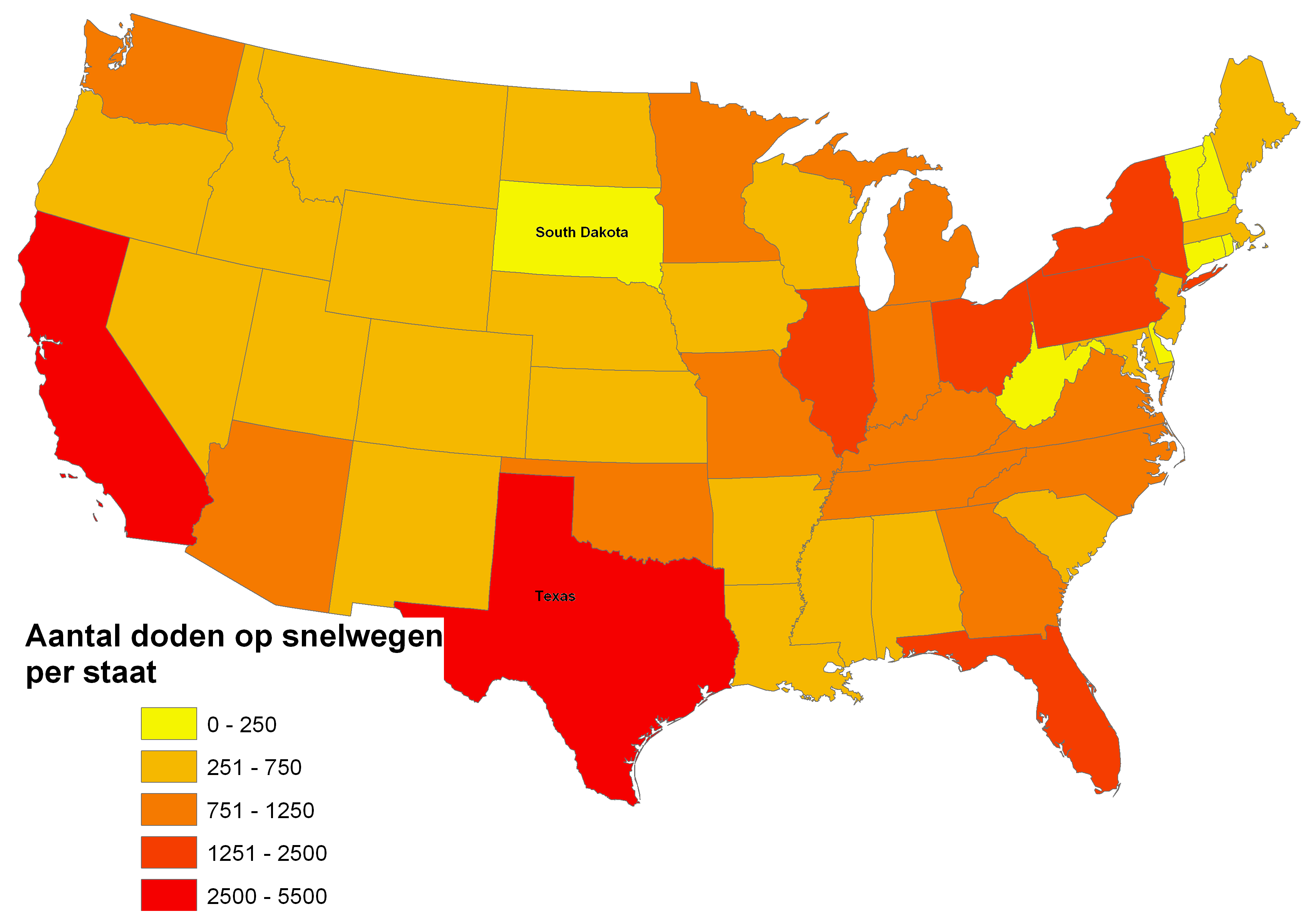
Kaart 6. Een slechte kaart; Vlakken mogen niet gebruikt worden om een kenmerk te visualiseren als het kenmerk over een lijn (of punt) gaat.

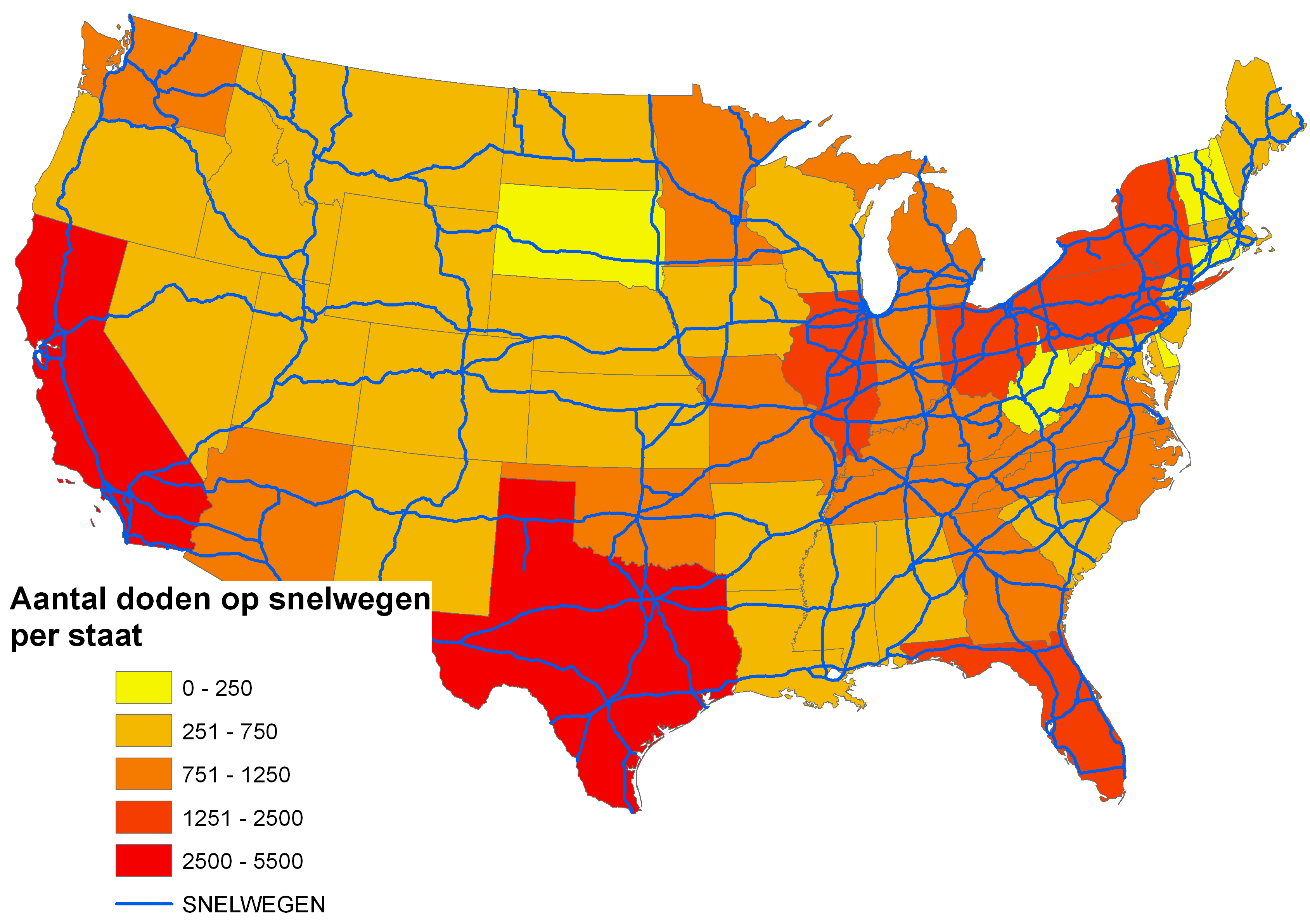
Kaart 7. Een slechte kaart, om dezelfde reden. De lijnen maken slechts duidelijk dat er een cartografisch-/lezersprobleem is.

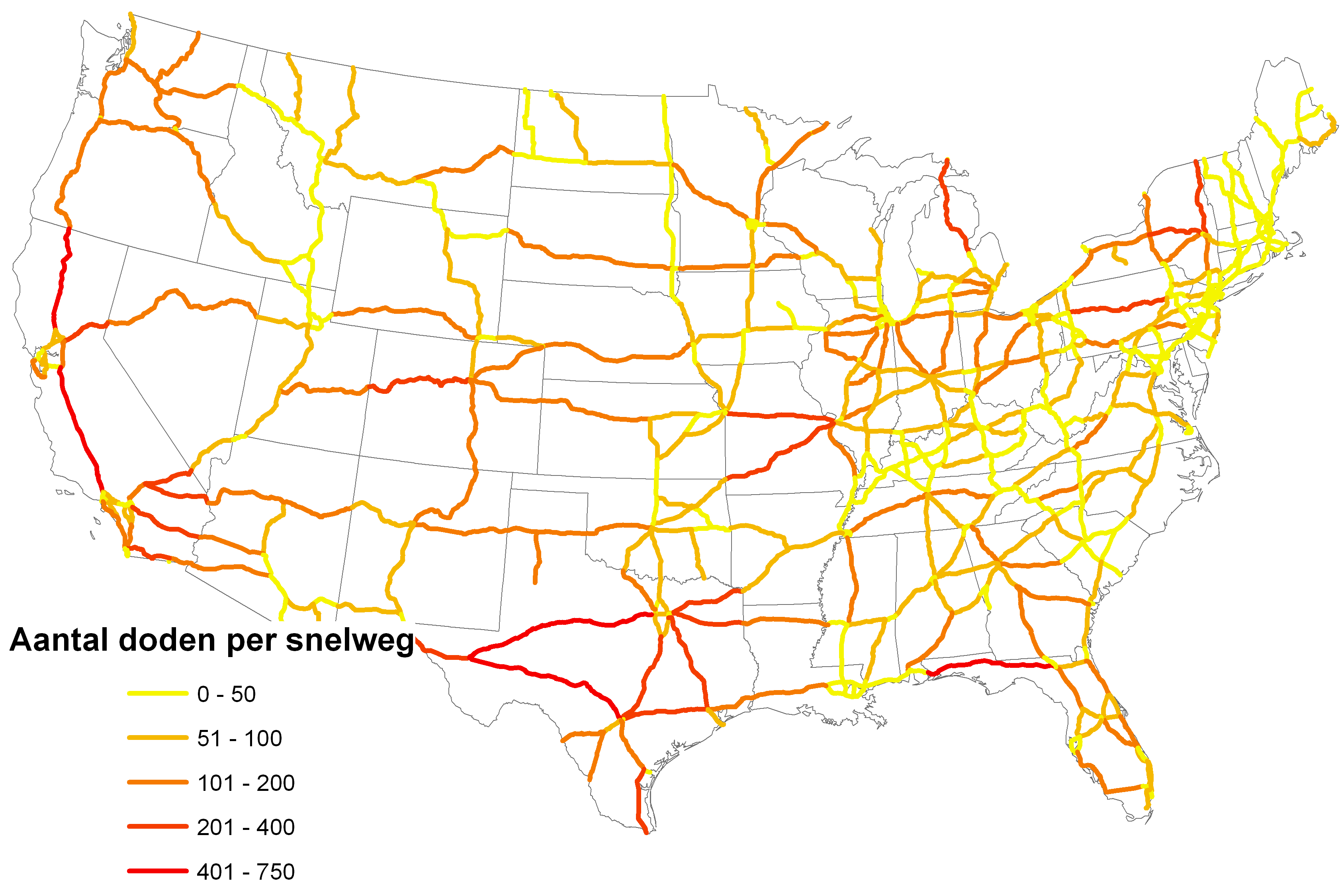
Kaart 8. Een slechte kaart. Hoe langer een lijn (snelweg), hoe groter het kenmerk (meer doden). Die logica moet de kaart niet laten zien.

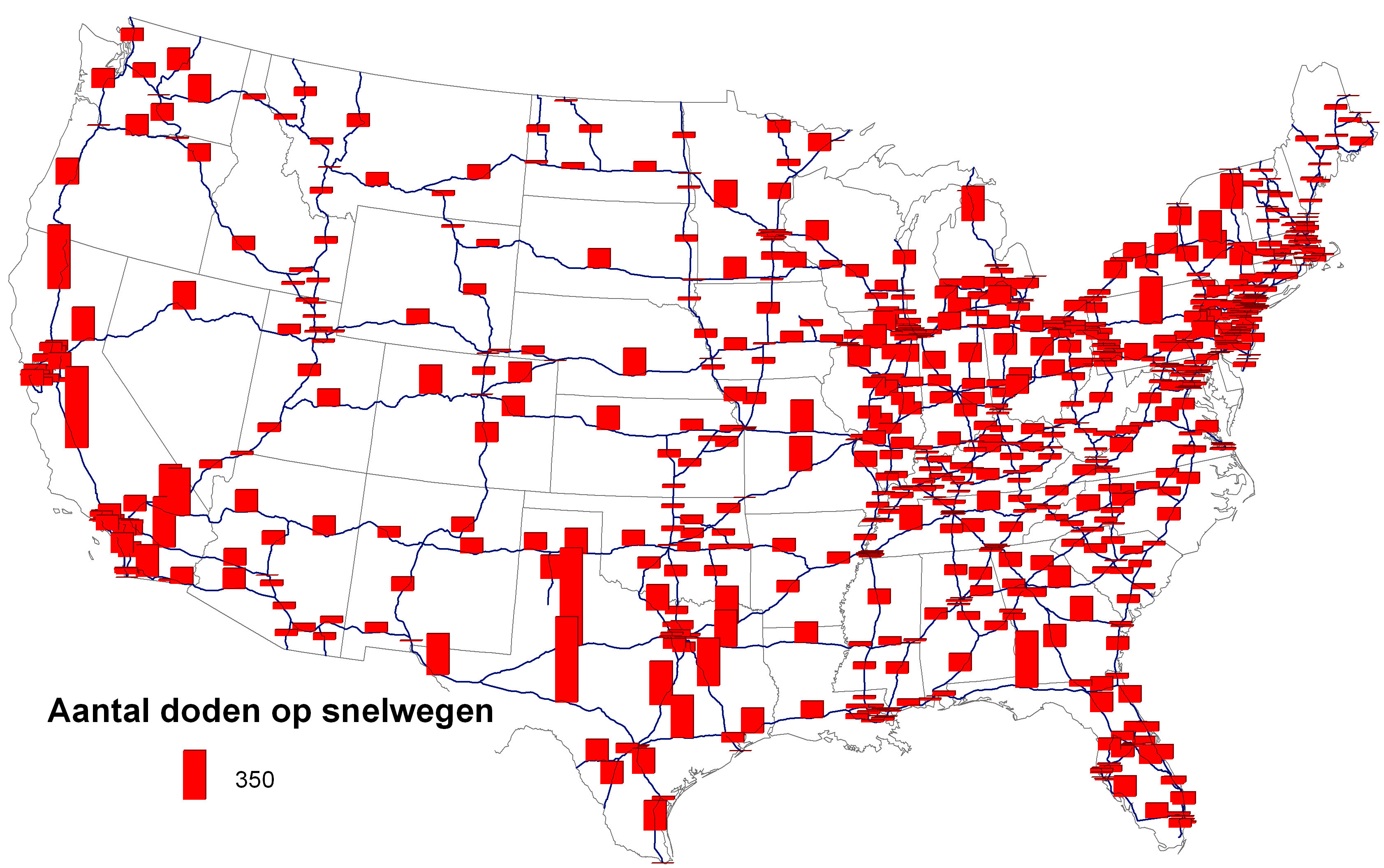
Kaart 9. Een matige kaart. De kaart is minder slecht omdat het kenmerk op de lijn zelf figuratief wordt weergegeven; het aantal doden wordt per snelweg weergegeven. Omdat het soms over lange en soms over korte snelwegen gaat, is het beeld toch niet goed genoeg om conclusies per snelweg te trekken. De spreiding van het kenmerk over de gebieden wordt nu al wel duidelijker, en is eerlijk (maar met wel veel balkjes) zichtbaar.

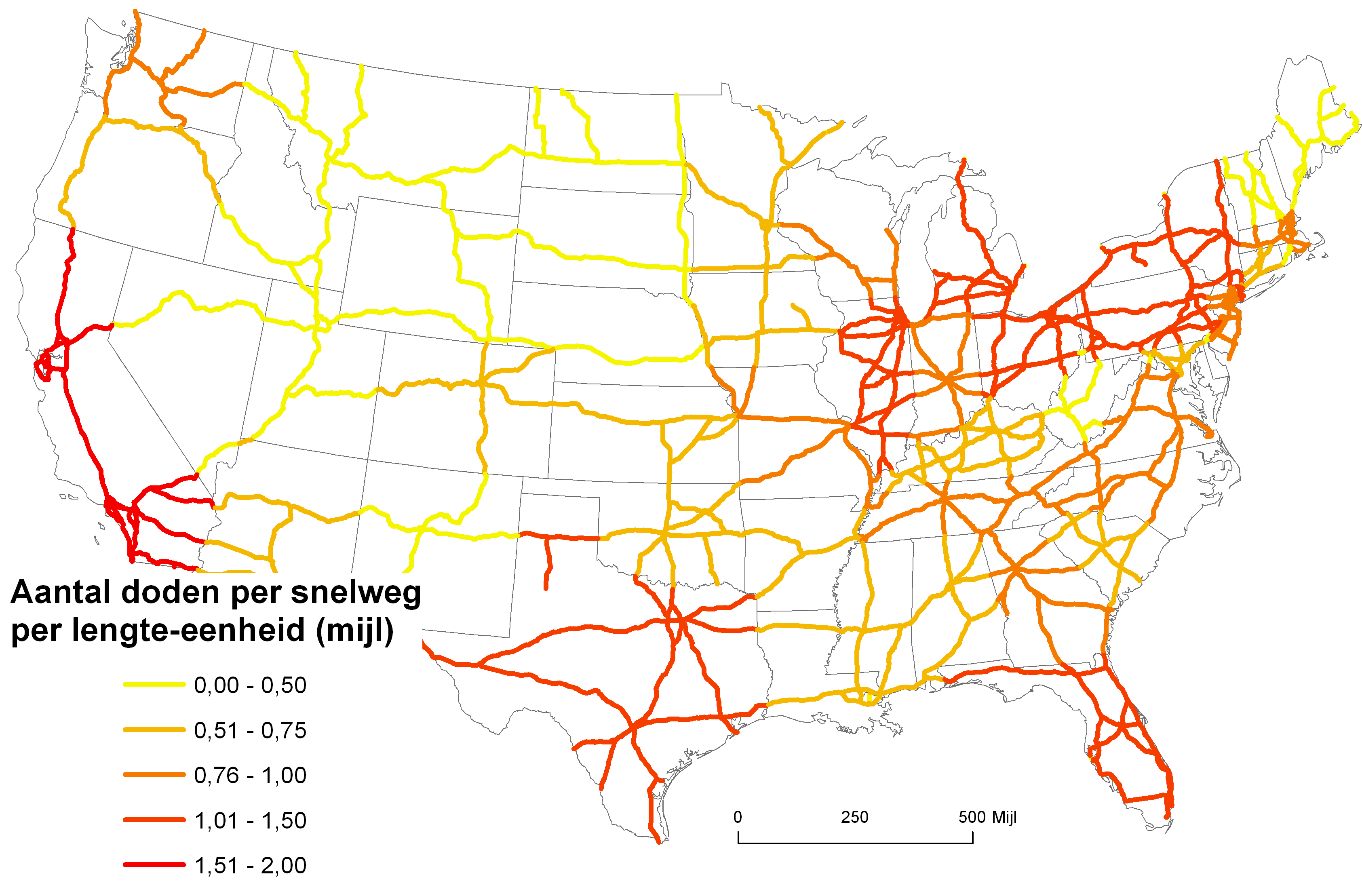
Kaart 10. De enige goede kaart in deze serie over snelwegdoden. De spreiding van het kenmerk is goed te zien. Het kenmerk wordt visueel eerlijk uitgesmeerd over de lijnobjecten (snelwegen); het kenmerk is genormaliseerd. Merk op dat een totaal andere spreiding te zien is dan in kaart 7!

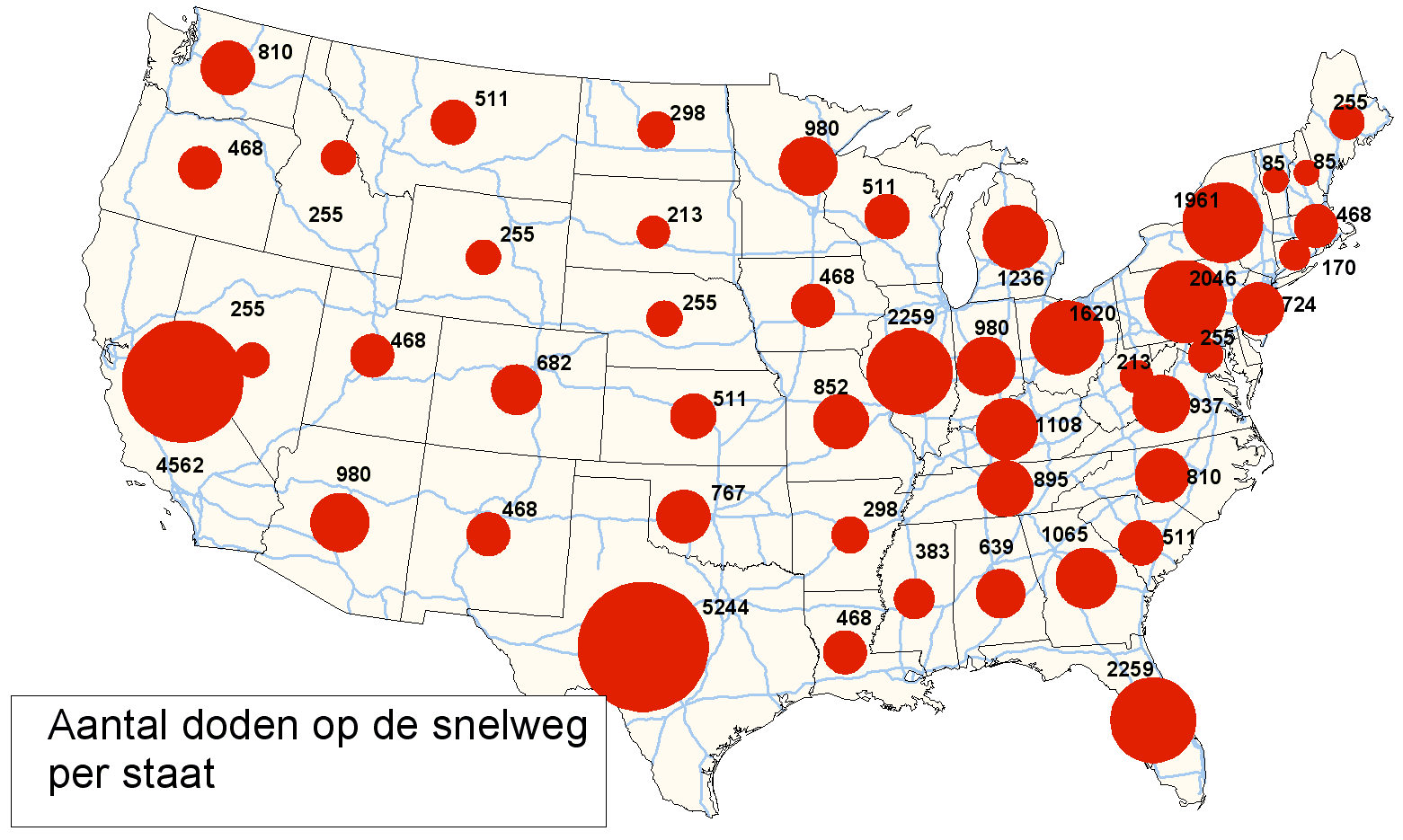
Kaart 11. Cartografisch een goede kaart, en een juist alternatief voor de kaarten 6 en 7; het is zowel een 'leeskaart' als 'een kaart om te zien'. Echter, de onderzoeker kan er weinig mee. De oorzaak voor het hoge aantal doden is en blijft niet de staat als administratief gebied, maar (o.a.) het aantal snelwegen. Kaart 10 blijft beter. Zie tekst (nawoord).

Deze paragraaf geeft regels bij geo-visualisatie voor:
- (de noodzaak van) normaliseren
- de keuze van de juiste objecten die het kenmerk moeten gaan visualiseren en
- het juiste aggregatieniveau, gedetailleerd (per object) of samengesteld (per gebied).

Bij het visualiseren is het van belang het juiste object te visualiseren. Bovendien mag het kenmerk niet 'overdreven' worden, doordat het object dat het kenmerk visualiseert, feitelijk niet over het kenmerk gaat. Hoewel dan data-technisch de juiste kaarten gemaakt kunnen worden, geven deze kaarten totaal verkeerde beelden. Onbewust of (erger) bewust, kunnen zo schadelijke kaarten gemaakt worden.
De voorbeelden hieronder tonen dat aan. Daarnaast zal blijken dat het maken van een kaart een iteratief proces is. Wanneer het eindresultaat eindelijk goed lijkt te zijn, komt de onderzoeker met de juiste antwoorden en nieuwe vragen. Er zal wellicht wéér een andere kaart gemaakt moeten worden. De analist/beleidsmaker is op die manier kaartenmaker/cartograaf geworden. Voor onderzoeksdoeleinden volstaat één kaart niet. Maar er kunnen bij dit proces veel fouten gemaakt worden indien er niet lang over de kaarten en de problematiek wordt nagedacht.
Stel, een beleidsmaker wil onderzoeken welke staten of welke snelwegen extra aandacht behoeven bij de bestrijding van het hoge aantal doden in de VS op de snelwegen/interstates.
De beleidsmaker maakt achtereenvolgens de volgende kaarten met zijn GIS, steeds op basis van dezelfde gegevens:
- Kaart 6. Geeft het aantal doden per staat. Het lijkt een correcte 'kaart om te zien'. In de terminologie van Bertin is de visuele spreiding van de kleur (van geel naar rood) namelijk in overeenstemming met de spreiding van het kenmerk (van weinig aantal doden per staat naar meer doden per staat).

Gaan we bedenken − dankzij deze kaart − waarom Texas zoveel meer doden heeft dan South Dakota, dan schrikken we. Want hoeveel mensen wonen er in deze twee staten, en hoeveel snelwegen zijn er verhoudingsgewijs. Een staat als gebied zegt misschien wel iets over het aantal slachtoffers, maar niet over de oorzaak ervan. Een kleine staat met weinig of misschien zelfs géén snelwegen zal weinig/géén doden kennen, maar dat zegt niets over dat de snelwegen er veilig zijn. De oorzaak is het aantal snelwegen; hoe zijn die verspreid over de staten van de VS?
- Kaart 7. Exact dezelfde kaart als kaart 6, maar nu met het aantal snelwegen. Het lijkt nu logisch dat Texas veel doden kent: er zijn meer snelwegen dan in South Dakota. Bovendien is het een grote staat met veel inwoners. Zouden spreiding van de inwoners dan ook maar in beeld moeten komen? Nee. dat vertroebelt het overzicht verder. De kaart wordt steeds meer een rekensom. Bovendien hadden de staten niet ingekleurd mogen worden: hoe groter een (donkerrode) staat, hoe sterker het oog dit ervaart, terwijl de klasse (het aantal doden per staat) niet wijzigt.

Gaan we bedenken hoe het dan wél moet, dan moeten we letterlijk gaan kijken naar het aantal doden per snelweg. Dáár vallen de doden. Het kenmerk moet op die 'verantwoordelijke' (lijn-)objecten − en niet op de (vlak-)objecten − gevisualiseerd worden. Het moet dan dus ook bekend zijn op welke snelweg die doden per staat vallen.
- Kaart 8. Ditmaal wordt het juiste object gebruikt; de snelweg zelf. Maar er is toch iets goed mis met deze staat. Rijden automobilisten harder en roekelozer op de lange wegen? Zijn de automobilisten in het drukke oosten beter in autorijden, of zijn daar veiliger snelwegen? In alle steden en drukke knooppunten lijkt alles ook veel veiliger.

Kijken we naar lange snelwegen; hierop vallen inderdaad meer doden dan korte snelwegen. Lange snelwegen zijn − volgens de legenda − inderdaad ook roder. Het aantal doden op lange snelwegen is hoger omdat ze langer zijn. De kans dat er iets gebeurt is groter bij lange snelwegen. De snelweg had niet een kleur mogen krijgen van het totaal aantal doden. Algemener geformuleerd: het gehele (lijn)object had niet mogen visualiseren wat er op het gehele object in totaal gebeurt. (Bij een kwalificatie, zoals snelwegtype, had dit wel gemogen.) Er moet een andere kaart komen.
- Kaart 9. Hierop wordt voor elke snelweg apart het aantal doden vermeld. Dit is eerlijker. Er is sprake van een cartogram (zie ook thematische kaart). Met staafdiagrammen (opnieuw geldt: niet per staat, maar gelukkig per snelweg) wordt aangegeven waar de meeste doden vallen. Omdat die staafdiagrammen visueel niet worden uitgesmeerd over een hele lijn is dit een verbetering: staten met weinig snelwegen zijn 'witter/leger'. Plekken waar veel korte snelwegen zijn, laten veel lage staafdiagrammen zien. Plekken waar weinig maar lange snelwegen zijn, laten minder, maar hoge staafdiagrammen zien. Dit is eerlijk.

Toch is de beleidsmaker niet tevreden. Het is onoverzichtelijk, wanneer zoveel diagrammen in zo'n kartogram tevoorschijn komen. Normaliseren is de oplossing.
- Kaart 10. Hierop wordt voor elke snelweg het aantal doden per kilometer vermeld. Dit is een voorbeeld van normaliseren. Bij lijnen moet het kenmerk dat gevisualiseerd worden gedeeld worden door de lengte. Bij vlakken dient het kenmerk dat gevisualiseerd dient te worden, gedeeld worden door de oppervlakte. Deze kaart is cartografisch goed, en ondersteunt de analyse van de data op de juiste wijze.

Voor het eerst verschijnt een nuttige kaart. De andere kaarten waren 'slechts' nuttig om er achter te komen welke kaart dan wel gemaakt had moeten worden. Déze kaart geeft eerlijk de getallen weer. De drukke knooppunten in de steden zijn dus wel degelijk gevaarlijk. Het visuele beeld dat nu ontstaat in cartografisch correct, grafisch aantrekkelijk en snel te lezen. Nog een detail: wil de lezer bij een snelweg kunnen afleiden hoeveel doden er vallen, dan moet het aantal doden zoals dat in de legenda staat (per mijl) vermenigvuldigd worden met het aantal mijlen. Vandaar dat nu een schaalbalk een must is. Op deze wijze is het volgens Bertin niet alleen 'een kaart om te zien', maar ook een leeskaart.
- Nawoord. De volgende verbeteringen hadden ook overwegen kunnen worden.
  - Bij kaart 6: Het aantal doden per staat normaliseren per kilometer snelweg in die staat, dat heet een choropleet. Er blijft dan echter een probleem: grote staten, die een donkerrode kleur laten zien, vallen meer op dan kleine staten met diezelfde donkerrode kleur. Het is dus nog steeds het fout toepassen van een choropleet. Er had een voor een figuratieve kaart gekozen moeten worden. Deze kaart toont dan echter een minder gedetailleerd beeld dan kaart 10. In algemene bewoordingen: doordat een hoog aggregatieniveau (staten) is gekozen, worden verschillen die in de data voorkomen opgeteld, en wordt detail-informatie verloren. Er dient gedetailleerder, per object (in dit geval: snelweg) te worden gevisualiseerd. Een snelweg die een administratieve grens overgaat wordt niet plotseling veiliger. (Tenzij die staat andere snelwegen bouwt. Zou dat een conclusie of te testen vermoeden zijn, dan moet in de kaart onderscheid in snelwegtype worden aangegeven.)
  - Naar aanleiding van de kaart bij 10 zal de onderzoeker zich afvragen waarom bepaalde snelwegen zo veel doden opleveren. Er dient waarschijnlijk onderscheid gemaakt te worden tussen het soort snelwegen − wel of niet gescheiden weghelften − en de drukte.
  - Kaarten 6, 7 en 9 en 10 zijn alle choropleten.
  - 'Helaas' zal een oplettende lezer merken dat kaart 10, 'de enige juiste kaart' laat zien dat op elke snelweg, in elke staat, per lengte-eenheid, evenveel doden vallen. Dit is in werkelijkheid niet het geval. Zou deze kaart op basis van gedetailleerde gegevens gemaakt zijn, dan was voor elke snelweg, ook per staat, meer variatie te zien. Voor dit voorbeeld doet dat niets af.